# Aquapac
Aquapac es una marca registrada y nombre de marca de una compañía manufacturera con sede en el Reino Unido, Aquapac International Limited, especializada en fundas para dispositivos electrónicos y bolsas impermeables. La empresa (privada) se fundó en 1983 y posee patentes en todo el mundo sobre sistemas para el sellado de fundas y bolsas. 
La gama comenzó con una funda impermeable para el walkman original de Sony conocido como 'Aquaman', seguido de fundas impermeables para radios VHF portátiles. Después de que Motorola inventase el primer teléfono móvil, Aquapac lanzó la primera funda impermeable para teléfono móvil del mundo. Nokia fue un cliente importante de estas fundas estancas durante los años noventa, al igual que operadores de telefonía móvil como Deutsche Telekom y NTT DoCoMo. A raíz de sus éxitos Aquapac continuó con el lanzamiento de fundas impermeables para otros dispositivos electrónicos de mano, como cámaras y lectores electrónicos, a medida que la tecnología fue evolucionando. La compañía opera desde fábricas ubicadas en Londres.
Los productos Aquapac se utilizan ampliamente para actividades acuáticas por remeros, surfistas, navegantes y otros.

## Premios y reconocimientos
Aquapac International Limited ha recibido los siguientes reconocimientos:
- The Queen's Award for Enterprise : International Trade (2012)[1]
- The Queen's Award for Enterprise: Innovation (2007)[2]
- The Queen's Award for Export Achievement
- Condición de Millennium Product - por el Gobierno Británico[3]